# Raphismia
Raphismia is een geslacht van libellen (Odonata) uit de familie van de korenbouten (Libellulidae).

## Soorten
Raphismia omvat 2 soorten:
- Raphismia bispina (Hagen, 1867)
- Raphismia inermis Ris, 1910